# Ludwik Finkel
Ludwik Finkel, né le 20 mars 1858 à Bourchtyn et décédé le 24 octobre 1930 à Lwów, est un historien polonais lié avec l'Université de Lwów, connu pour son monumentale Bibliographie de l'histoire polonaise.

## Biographie
Fils de l'avocat Jakub Finkel et Anna née Warnicka, le jeune Ludwik fréquente d'abord une école primaire à Grzymałów puis un lycée à Tarnopol. De 1878 à 1881, il étudie l'histoire, la philosophie et l'histoire de la littérature à l'Université de Lwów. En 1882, il obtient un doctorat avec une thèse intitulée Marcin Kromer, historyk polski XVI wieku (Marcin Kromer, historien polonais du XVIe siècle). Grâce à une bourse, dans les années 1883–1884 il poursuit des études à Berlin, où il rencontre des chercheurs de renommée européenne: Johann Gustav Droysen, Harry Bresslau, Reinhold Koser, Theodor Mommsen et Heinrich von Treitschke. L'année suivante, il se rend à Paris pour assister aux conférences de Numa Denis Fustel de Coulanges, Ernest Laviss, Charles Seignobos et Alfred Rambaud.
A son retour, grâce au soutien financier de l'Académie des connaissances, il finalise son plus grand ouvrage Bibliographie de l'histoire polonaise, préparé en collaboration avec Henryk Sawczyński.
À partir de février 1885, Finkel travaille comme professeur associé à l'Académie agricole de Dublany (jusqu'en 1899) et donne des cours à  à l'Université de Lwów. Il est l'un des fondateurs de la Société historique, dont Ksawery Liske (pl) devient le premier président, alors que Finkel prend fonctions du secrétaire du comité éditorial d'une nouvelle revue scientifique polonaise consacrée à l'histoire Kwartalnik Historyczny (Trimestriel historique). Finkel y publie des revues de nouveaux ouvrages publiés en Europe occidentale et en Pologne. À partir de 1888, il rédige également la Chronique scientifique de Lwów pour la Bibliothèque de Varsovie.
Dans les années 1891-1903, après la mort de Liske, Finkel lui succède à la tête de la Société historique. Au printemps 1892, il est nommé professeur agrégé de l'histoire de l'Autriche à l'Université de Lwów. Deux ans plus tard, paraît son Histoire de l'Université de Lwów, coécrite avec Stanisław Starzyński. En 1901, Finkel devient le doyen de la Faculté de philosophie, et en 1911 - le recteur de l'Université de Lwów. En 1910, il publie sa monographie historique la plus importante : Eléction de Zygmunt I.
Finkel s'engage volontiers dans de multiples domaines et activités scientifique et publique. En 1893, il est élu vice-président de la Société littéraire du nom de Adam Mickiewicz. À partir du milieu des années 1890, il est associé à l'organisation Patrie polonaise de Lwów et en 1901, il en devient le président.Il appartient au Cercle des conservateurs de la Galice orientale.
Après sa retraite, il est toujours actif au début des années 1920 et entreprend la rédaction d'une Histoire universelle en plusieurs volumes. Il est actif dans la Commission pour l'étude de l'histoire de l'éducation en Pologne. Dans des années 1914-1923, il est président de la Société historique polonaise. Il travaille pratiquement jusqu'au dernier jour de sa vie.
Parmi ses étudiants figurent Natalia Gąsiorowska (pl), Kazimierz Hartleb (pl), Stanisław Kot et Henryk Mościcki (pl).

## Publications (sélection)
- Poselstwa Jana Dantyszka (1879)
- Marcin Kromer historyk polski XVI w. Rozbiór krytyczny (1883)
- Elekcja Leszczyńskiego w roku 1704 (1884)
- Okopy św. Trójcy (1889)
- Napad Tatarów na Lwów w roku 1695 (1890)
- Bibliografia historii polskiej (1891, 1895, 1906, 3 Volumes) (coauteur Stanisław Starzyński (pl)
- Konstytucja 3 Maja (1891)
- Miasto Tarnopol w roku 1672 (1892)
- Księstwo warszawskie (1893)
- O pieśni Legionów (1894), wyd. 2 pt. Pieśń Legionów (1910) (illustré par Juliusz Kossak)
- Historya Uniwersytetu Lwowskiego (1894, 2 Volumes avec prof. Stanisław Starzyński)
- O tzw. metodzie regressywnej w nauczaniu historyi (1894)
- Elekcja Zygmunta I. Sprawy dynastyi Jagiellońskiej i Unii Polsko-Litewskiej (1910)
- Króla Jana Kazimierza dyplom erekcyjny Uniwersytetu Lwowskiego z r. 1661 (z 3 tablicami podobizn dyplomu) tekst oryginalny z tłumaczeniem i komentarzem (1912)
- O sprawie udziału lenników w elekcjach jagiellońskich (1913)
- Karol Szajnocha bibliotekarzem : Zakładowi Narodowemu imienia Ossolińskich w stulecie pracy i zasług (1928)
- Pojęcie, zakres i zadania dziejów powszechnych (1931)

## Source de la traduction
- (en) Cet article est partiellement ou en totalité issu de l’article de Wikipédia en anglais intitulé « Ludwik Finkel » (voir la liste des auteurs).